# Skråstagsbro
Skråstagsbroer bygger på et lignende princip som hængebroen. Forskellen er, at i stedet for at brodækket hænger i kabler til et større hovedkabel mellem pylonerne, er brodækket her direkte hængt op imellem pylonen og brodækket. Dette indebærer, at broens konstruktion ikke kræver ankerblokke til at holde hovedkablet forankret med som på hængebroen, hvilket gør den billigere at konstruere, men den kan til gengæld ikke yde nær så stort et spænd som hængebroen – typisk 300-800 meter.
Af kendte skråstagsbroer er Øresundsbroen, som i øvrigt er verdens længste, der både fører vej og jernbane. Derudover er Tjörnbroen i Sverige og Farøbroerne i Danmark udført som skråstagsbroer.